# Любовное письмо

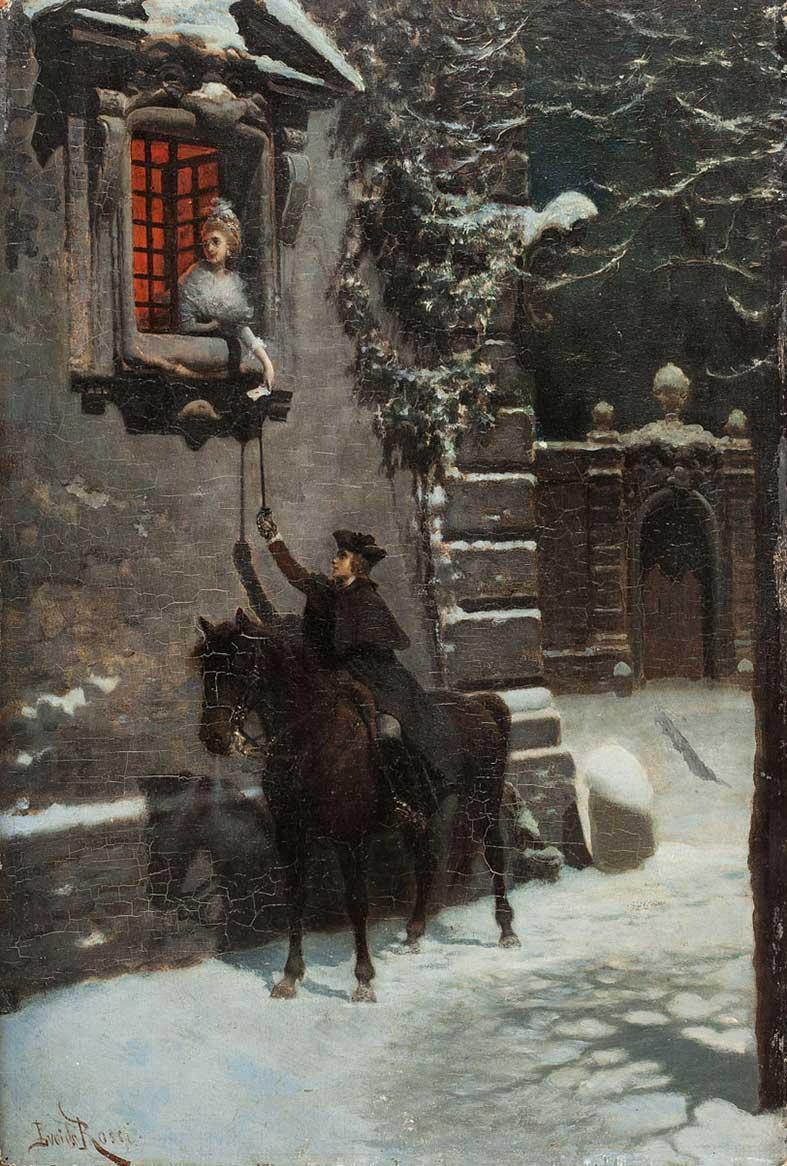
Лукий Росси - Получение письма

Любо́вное письмо́ — письмо, основным предметом которого является любовь. Любовная переписка может быть как между мужчиной и женщиной, так и между двумя мужчинами или двумя женщинами (в XX—XXI вв. романтическая переписка между двумя мужчинами или двумя женщинами, возможно, значит, что они являются гомосексуальными партнерами, однако в XVIII—XIX веках это было не так: романтическая влюблённость не обязательно подразумевала сексуальную подоплёку). Любовными письмами обменивались некоторые известные исторические личности. Любовное письмо является важной частью сюжета многих литературных произведений. В связи с развитием Интернета любовная переписка сталa массовым явлением на сайтах знакомств.

## Берестяная грамота
Любовные записки были найдены среди новгородских берестяных грамот. В XI веке девушка написала обширное письмо возлюбленному (грамота № 752, здесь и далее приведён перевод на современный русский язык с примечаниями в тексте):
«[Я посылала (?)] к тебе трижды. Что за зло ты против меня имеешь, что в эту неделю (или: в это воскресенье) ты ко мне не приходил? А я к тебе относилась как к брату! Неужели я тебя задела тем, что посылала [к тебе]? А тебе, я вижу, не любо. Если бы тебе было любо, то ты бы вырвался из-под [людских] глаз и примчался …? Если даже я тебя по своему неразумию задела, если ты начнешь надо мною насмехаться, то судит [тебя] Бог и моя худость (то есть я)».
 В конце XIII века некий Микита написал Анне такую записку с брачным предложением (№ 377): 
«От Микиты к Анне. Пойди за меня — я тебя хочу, а ты меня; а на то свидетель Игнат Моисеев».
 Богатый новгородец Моисей (грамота № 521, начало XV века) записал любовный заговор, возможно, входящий в черновик любовного письма: 
«…так пусть разгорится сердце твое и тело твое и душа твоя [страстью] ко мне и к телу моему и к лицу моему».

## Романтическая переписка в Средние века
Абеляр и Элоиза.

## В двадцатом веке

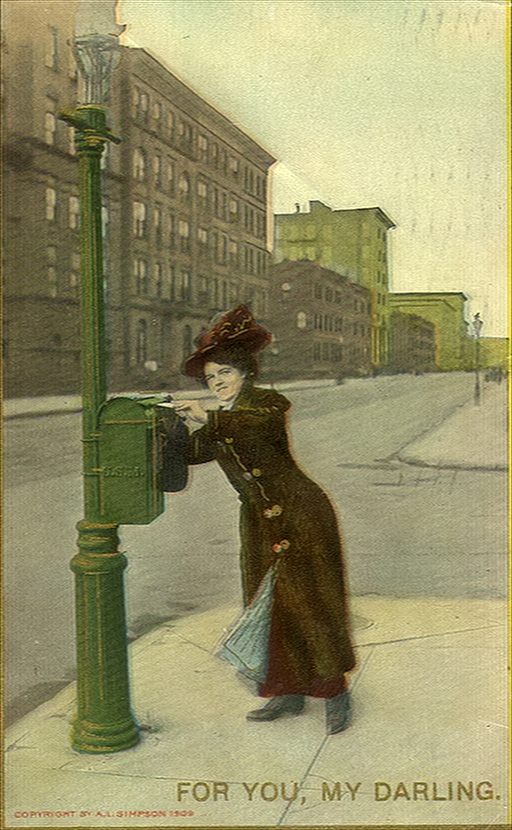
Открытка для влюбленных. США, 1909 год

Известна романтическая переписка героя революции 1905 года лейтенанта Шмидта. Он встретился в поезде, следовавшем из Киева в Одессу, с женщиной в вуали, Зинаидой Ризберг, и беседовал с ней всего 40 минут. За этой встречей последовала переписка, длившаяся более полугода с июля 1905 года по февраль 1906-го, вплоть до казни Шмидта. Инициатором переписки был Шмидт, писал почти каждый день. Зинаида Ризберг ответила не сразу и не вполне в унисон письмам Шмидта, поэтому он ей отвечал: «Я люблю музыку и смотрю на каждую неделовую переписку, как на дуэт. Наш дуэт… начался, Вы ответили мне. И первый звук Вашей скрипки дал диссонанс! Но я знаю, что этот диссонанс быстро перейдет в спокойное созвучие». Постепенно переписка обрела черты взаимного чувства. Влюбленные делились самыми личными переживаниями, взглядами на жизнь.
За участие в революционном мятеже Шмидт был арестован. Ринзберг получила разрешение на свидание с ним. Они продолжали обмениваться письмами. В последнем письме от 20 февраля 1906 года Шмидт писал: «Прощай, Зинаида. Сегодня принял приговор в окончательной форме. Вероятно, до казни осталось дней семь-восемь. Спасибо тебе, что приехала облегчить мне последние дни. Я проникнут важностью и значительностью своей смерти, а потому иду на неё бодро, радостно и торжественно. Ещё раз благодарю тебя за те полгода жизни-переписки и за твой приезд. Обнимаю тебя, живи и будь счастлива. Твой Пётр». О романтической переписке лейтенанта Шмидта рассказывает своим ученикам герой фильма «Доживём до понедельника» учитель Мельников в исполнении актёра Тихонова.

## Романтическая переписка в интернете
С развитием интернета романтическая переписка приобрела новые черты.
Существуют многочисленные сайты, на которых опубликованы образцы любовных писем. Многие сайты дают советы о том, как лучше написать любовное письмо.
В интернете можно встретить не только образцы любовных писем и инструкций по их составлению, но и настоящие письма наших простых современников, доступные для всех с разрешения авторов переписки.

## Переписка через SMS
Согласно опросу компании AMR Interactive, выполненным для австралийской страховой индустрии, SMS-сообщения сыграли существенную роль в любовной жизни одной четверти молодых австралийцев. Исследователи опросили более тысячи молодых людей возраста 18-25 лет. Выяснилось, что 34 % опрошенных, в основном женщины, посылали текстовые сообщения сексуального содержания. Знакомство возлюбленных происходило следующими способами: в гостях у друзей или в семье (35 %), в учебном заведении (17 %), в интернете (11 %).
Для любителей передавать романтические сообщения через SMS созданы целые библиотеки коротких посланий на любовные темы. Предлагаются такие сообщения такого плана: «Я рядом с тобой обо всём забываю / А если не видимся, очень скучаю! / Становится каждая встреча бесценной / Ведь ты же прекраснее всех во вселенной!!!», «Я в милиции. Меня взяли и завели дело. Причина: слишком красивая. У них все улики на руках. Я в смятении. Помоги!», или «Еще раз с Днем рожденья! Любящий муж. Нет, ну очень любящий муж».

## Признания в любви

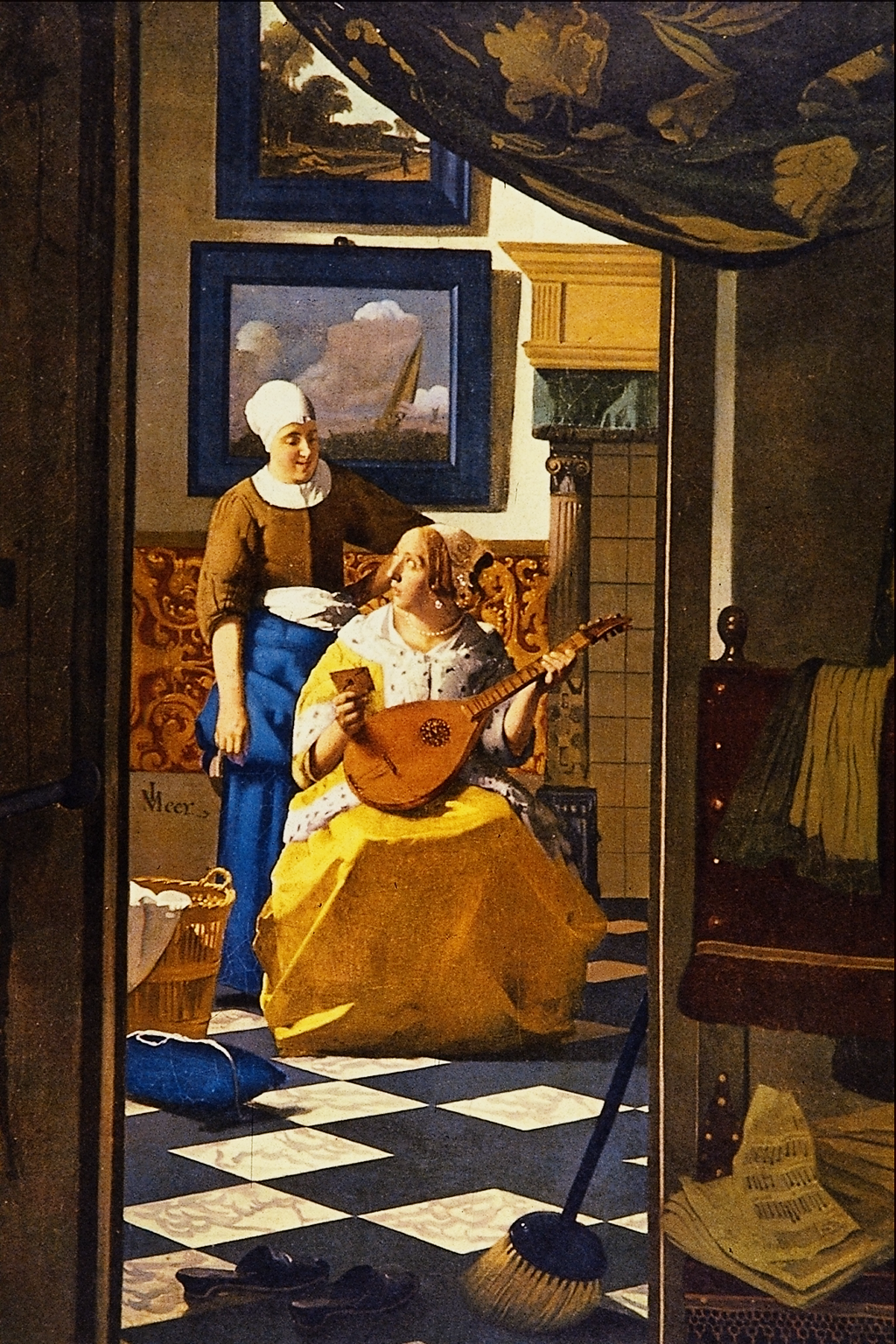
Вермеер, Любовное письмо, 1668 год

Один из основных видов романтической переписки — признания в любви.
Во все времена мужчины и женщины искали способы выразить свои чувства и передать их любимым. Написание красивого признания считалось непростым делом. Настолько, что богатые люди даже пользовались помощью специальных слуг-секретарей, как, например, героиня телефильма «Собака на сене».
Современная активная жизнь оставляет людям всё меньше времени на романтику. Однако романтическая переписка не умерла, а просто изменила вид, как это было показано чуть выше в разделе «Романтическая переписка в интернете».
Учитывая современный образ жизни, распространённость и доступность современных технологий и стремление людей к общению и романтике, можно предположить что в ближайшее время появится много разных сервисов, которые будут помогать мужчинам и женщинам строить отношения, в том числе и с помощью романтической переписки.

## Записки самоубийц
Предсмертные записки самоубийц довольно часто посвящены теме любви. Такие записки были проанализированы в исследовании, в котором учёные рассмотрели письма 262 самоубийц. Оказалось, что молодые мужчины-самоубийцы чаще женщин пишут о несчастной любви и реже о других обстоятельствах. Самоубийцы старшего возраста о любви пишут гораздо реже.

## Кинофильмы
- Дом у озера
- Собака на сене
- Дорогой Джон
- Вам письмо